# Campomanesia lineatifolia
Campomanesia lineatifolia é uma planta da América do Sul, nativa da Amazônia, Cerrado e Mata Atlântica. Foi descrita em 1798 por Ruíz Lopez, H & Pavón. Seus frutos são apreciados por humanos, in natura e em doces.

## Sinônimos
Lista de sinônimos segundo o Reflora.
- Heterotípico Campomanesia cornifolia Kunth
- Heterotípico Campomanesia rivularis (Mart. ex DC.) Nied.
- Heterotípico Psidium rivulare Mart. ex DC.
- Homotípico Psidium lineatifolium (Ruiz & Pav.) Pers.

## Morfologia e Distribuição
Árvore perenifólia, de copa densa, de 5-10 m de altura, com ramos novos pubescentes, nativa da parte ocidental da Amazônia, em matas primarias de terra firme. Folhas simples, pecioladas, de lâmina subcoriácea e rugosa, de 4-18 cm de comprimento, com nervuras frequentemente puberulentas. Flores solitárias ou aos pares, grandes, brancas, andróginas, axilares, formada de setembro a novembro, com pedúnculo denso-pubescente no inicio. Frutos subglobosos e achatados, lisos, amarelo-alaranjados, do tipo baga, que amadurecem de fevereiro a abril, com polpa muito suculenta, de agradável sabor agridoce com poucas sementes.